# Токійський палац (Париж)
Токійський палац (фр. Palais de Tokyo) — національний музей мистецтва у Франції. Створений для Всесвітньої виставки мистецтв і технологій 1937 року, Токійський палац став художнім центром Парижа. Назва музею жодним чином не пов'язана з Токіо, але походить від назви вулиці, на якій будівля розташована і яка з 1918 до 1945 року мала назву Токіо авеню (хоч назву вулиці й змінили на Нью-Йорк авеню, відомий вже відтоді, Токійський палац залишився без змін). Музей був відкритий 24 травня 1937 року і являє собою один з найкращих музеїв мистецтва у Франції. Його урочисте відкриття здійснив останній президент Третьої французької республіки Альбер Лебрен.

## Історія музею
Токійський Палац побудували для Всесвітньої виставки 24 травня 1937 року. Проте він не відкрився, а всі закуплені роботи світових митців потрапили до Малого палацу. І тільки коли Малий палац (Париж) був переповнений, відкрили Паризький міський музей сучасного мистецтва. Токійський палац не є справжнім музеєм, адже у ньому немає постійної експозиції. З моменту свого заснування, палац переважно використовують як музей сучасного мистецтва. Але коли Центр Жоржа Помпіду був відкритий в 1977 році, велику частину колекції сучасного мистецтва перенесли туди. Відтоді як музей сучасного мистецтва міста Парижа використовують тільки східне крило Токійського палацу.

## Інтер'єр
Архітектори намагалися створити враження об'єму та світла обравши для цього мінімалістську архітектурну естетику без перегородок: голі стіни і грубу бетонну підлогу. Перше враження досить не однозначне: відвідувача дивує контраст між зовнішньою, модерністською оболонкою будівлі та промисловою суворістю внутрішнього оздоблення. Тут немає ніяких прикрас, крім бетонних конструкцій і скляних вікон. Такий інтер'єр створений спеціально для того, щоб відтіняти творчість будь-якого артиста і будь-якої виставки.
Французький архітектурний дует попросили за мінімальний бюджет повернути до життя покинутий палац у Парижі, колишній музей сучасного мистецтва. Будівля являла собою голі бетонні стіни — результат незакінченої реконструкції. Архітектори завітали, захопилися витонченістю бетонного каркаса, залитого природним світлом, і залишили майже все як є — лише зміцнили конструкції, довели до ладу комунікації й виконали додаткові входи. Тепер тут знаходиться один з найпрогресивніших майданчиків сучасного мистецтва в місті.

## Музей сьогодні
Сьогодні музей є центром сучасного мистецтва Парижа. Всі виставки тут тимчасові. Після реконструкції, яка тривала рік, площі його залів були доведені до 9.тис. кв. метрів, трохи менше половини з яких використовують під виставки. Головні зали Палацу під назвою «Салон», «Павільйон» і «Аудиторія» мають різне призначення. У палаці, крім виставок, організовуються і перформанси, покази фільмів, реалізуються й інші проєкти. Замість службовців в цьому музеї — посередники, які є сполучною ланкою між сучасним мистецтвом і публікою.
У Палаці є також ресторан, бібліотека, сад і бутик. Музей відкритий з 12 дня до 12 ночі всі дні тижня, крім понеділка, а вночі Токійський Палац трансформується у величезний танцзал. Східне крило музею Паризький міський музей сучасного мистецтва являє собою приміщення під постійну виставку.
Ресторан «Tokyo Eat» — це своєрідне місце для духовного та фізичного відпочинку. «Tokyo Eat» відкритий щодня, крім понеділка, з 12:00 до 1:00. Його оформленням ресторану займалися: Stéphane Maupin(архітектура та освітлення), Ivan Fayard (таблиці), художники André, Marcus Kreiss, Olivier Babin, Kolkoz et Zevs (меблі), і Bernard Brunon (картини, дизайн стін).
Бібліотека Токійського палацу — одна з небагатьох, що працюють до опівночі. Вона розташована одразу біля входу в музей, тому одразу привертає увагу громадськості. Книгарня пропонує відвідувачам широкий асортимент книг за напрямками: сучасне мистецтво, мода, дизайн, малюнок, архітектура, музика та ін. Тут також можна придбати книги, газети та журнали відомих видавництв.
Магазин «BlackBlock» — це магазин, де є все. «Blackblock» пропонує вашій увазі: багато предметів для колекціонування, сучасні видання, ігри, відео, іграшки, одяг, аптеку, продукти та багато іншого. Магазин регулярно запрошує діячів зі світу живопису, моди і музики, щоб створити свій унікальний світ чогось більшого… і відновити дух мистецтва.